# Proletáři všech zemí, spojte se!

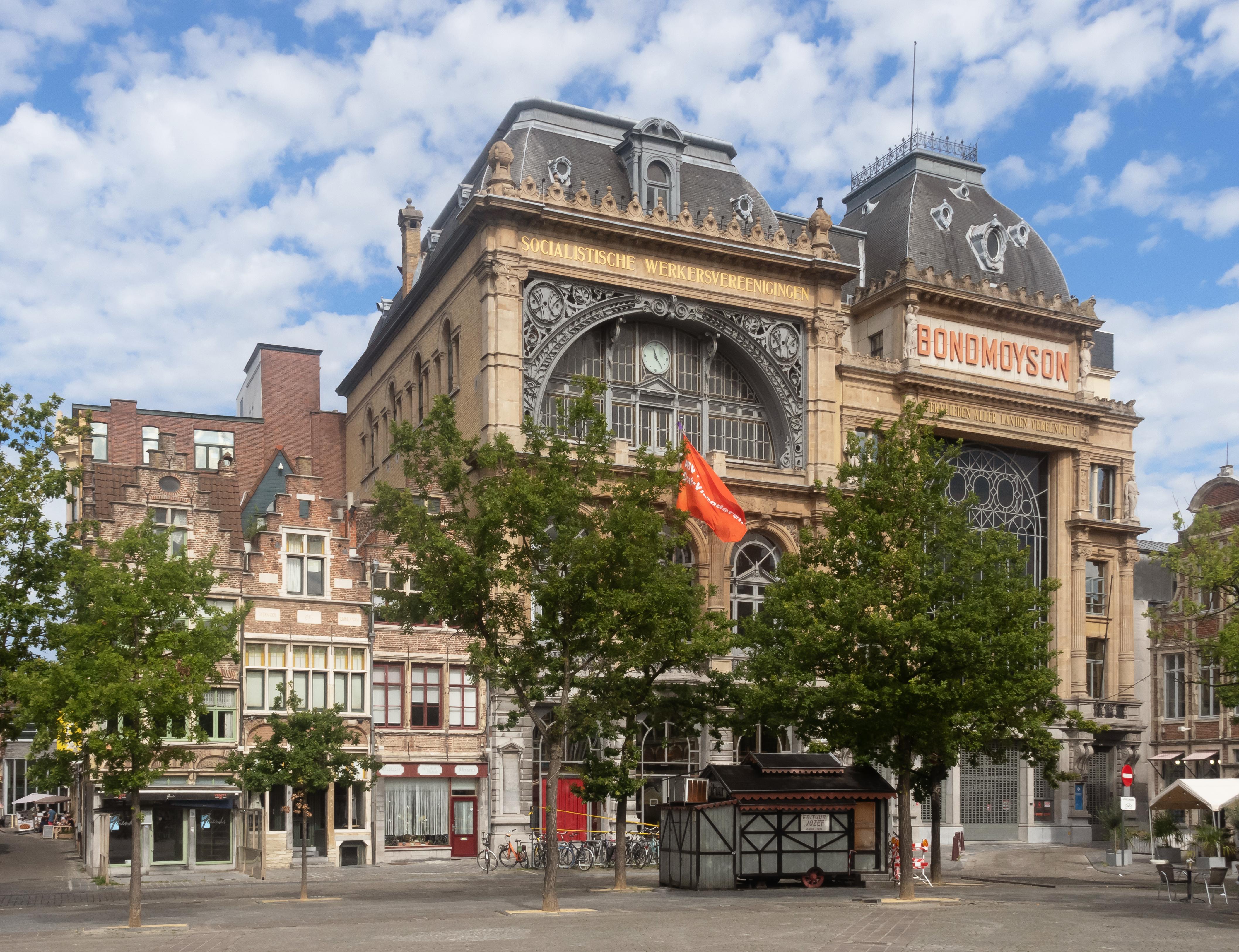
Bond Moyson, Vrijdagmarkt, Gent. Průčelí eklektické budovy nese nápis provedený zlatým písmem: Na stožáru vlaje o svátečních dnech rudý prapor

Politický slogan Proletáři všech zemí, spojte se! je jedním z nejznámějších provolání z Komunistického manifestu (1848) a zřejmě nejpoužívanější heslo komunismu.
Bedřich Engels byl ve druhé polovině roku 1847 požádán, aby pro Svaz komunistů, jehož byl prominentním členem, vytvořil programový dokument. Engels vypracoval dva návrhy: Návrh komunistického vyznání víry a později Zásady komunismu. Z obou návrhů vyšel Karl Marx při tvorbě nakonec přijatého Komunistického manifestu.
V poslední (čtvrté) části Manifestu se Marx a Engels zabývají vztahem komunistů k opozičním stranám v různých zemích a vyzývají ke spojenectví s takovou politickou stranou, která usiluje o změnu stávajícího společenského zřízení. Konstatují, že Německo stojí na prahu buržoazní revoluce, a předvídají, že revoluce se stane revolucí světovou. Proto vyzývají proletariát k akci a končí Manifest mobilizujícím heslem Proletarier aller Länder vereinigt Euch!

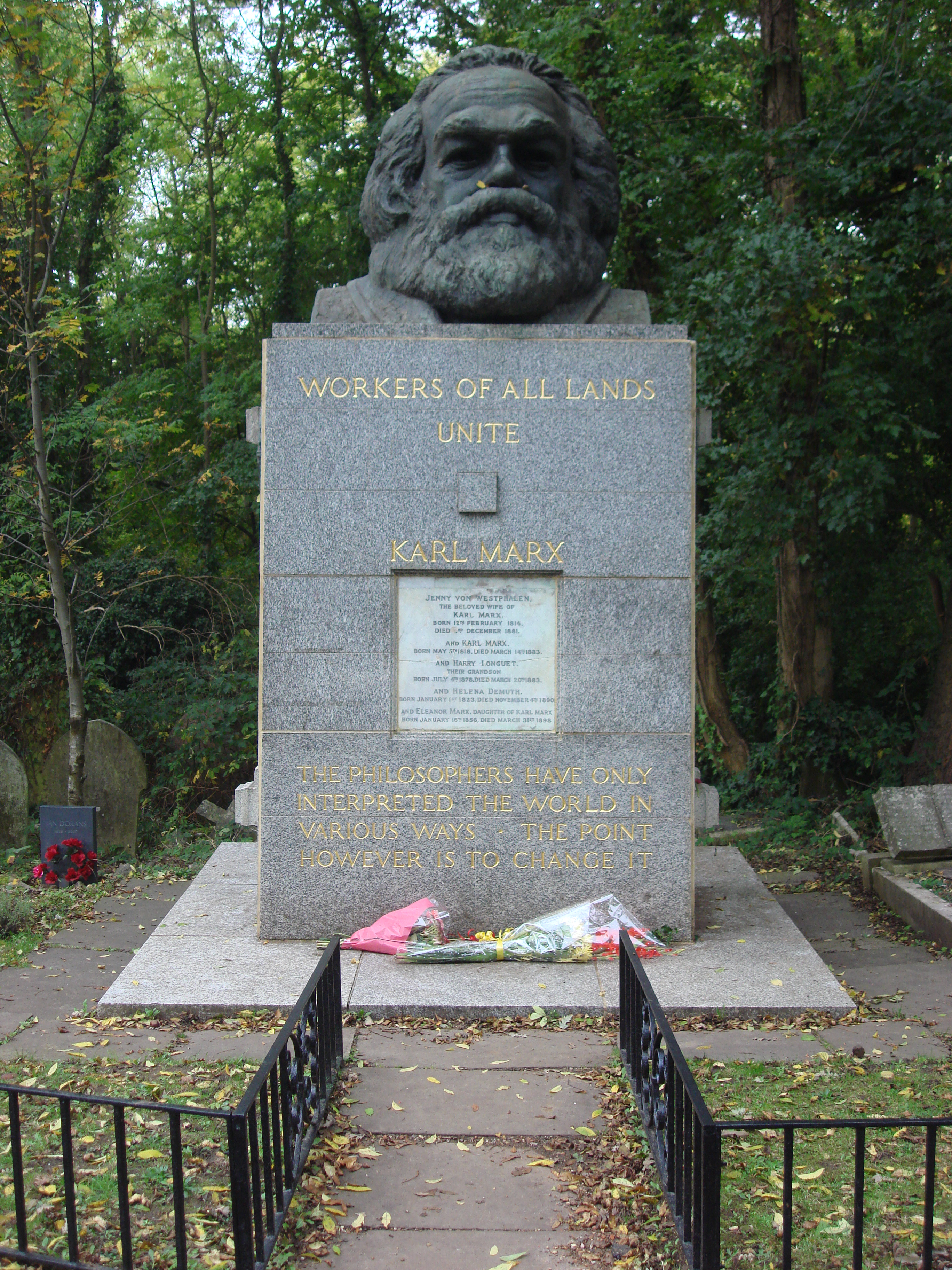
Náhrobek Karla Marxe na hřbitově v Highgate nese jinou variantu hesla: Pracující všech zemí, spojte se

## Užití
Slogan ve svém záhlaví jako motto do roku 1990 nesl deník Komunistické strany Československa Rudé právo.
Existuje i vtipná česká parafráze tohoto známého politického hesla, která využívá slovní přesmyčku:
| „ | Spojaři všech zemí, proletujte se! | “ |

Ve filmu Pelíšky (1999) postava bývalého prvorepublikového vojáka Krause (Jiří Kodet) volá z okna vulgární parafrázi:
| „ | Proletáři všech zemí, vyližte si prdel! | “ |